# 亞謝涅齊河
亞謝涅齊河（烏克蘭語：Ясенець，白俄羅斯語：Ясенец）是東歐的河流，流經烏克蘭和白俄羅斯，屬於斯洛韋奇納河的右支流，發源自列夫科維奇，河道全長63公里，流域面積377平方公里。